# CWTS Leiden Ranking
CWTS Leiden Ranking (Лейденский рейтинг) ― ежегодный глобальный рейтинг университетов, основанный исключительно на библиометрических показателях. Рейтинг составляется Центром исследований науки и технологий (Centrum voor Wetenschap en Technologische Studies, CWTS) при Лейденском университете в Нидерландах. Библиографическая база данных Clarivate Analytics Web of Science используется в качестве источника данных
Лейденский рейтинг ранжирует университеты по всему миру в соответствии с количеством академических публикаций и в зависимости от объема и цитируемости публикаций в этих учреждениях. Рейтинг учитывает различия в языке, дисциплине и размере учебного учреждения. Выпущено несколько рейтинговых списков в соответствии с различными библиометрическими показателями нормализации и воздействия, включая количество публикаций, цитирований на публикацию и нормализованный для поля импакт на публикацию. Помимо цитируемости, Leiding Ranking также оценивает университеты по научному сотрудничеству, включая сотрудничество с другими учреждениями и сотрудничество с отраслевыми партнёрами.
Первое издание Лейденского рейтинга вышло в 2007 году. Рейтинг 2014 года включал в себя 750 университетов по всему миру, которые были отобраны на основании количества статей и обзоров, опубликованных авторами, связанными с этими учреждениями, в 2009–2012 годах в так называемых «основных» журналах, наборе англоязычных журналов с международным охватом и с «достаточно большим» количество ссылок в базе данных Web of Science.

## Результаты

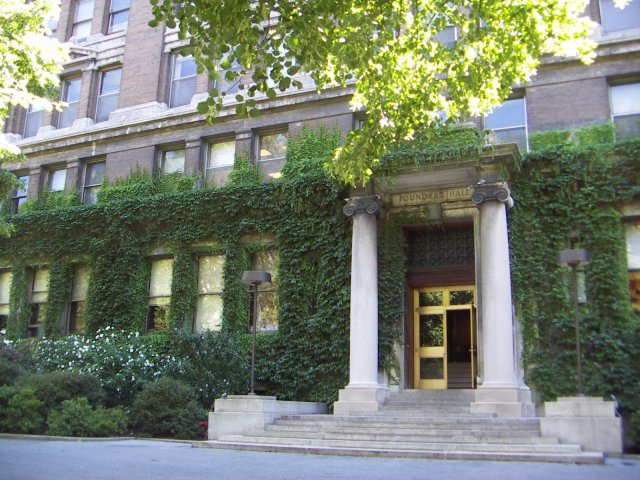
Университет Рокфеллера занял первое место в 2014 году по импакту цитируемости

По состоянию на 2024 год в рейтинге доминируют китайские университеты, занимая 15 строчек в топ-20. В рейтинге 2014 года Рокфеллеровский университет занял первое место по импакту цитируемости, измеряемому как по среднему баллу цитируемости, так и по среднему нормализованному баллу цитирования, а также по доле статей, принадлежащих к 10% лучших в своей области. Примечательно, что Оксфордский университет, Кембриджский университет и другие британские университеты имеют здесь гораздо более низкие оценки, чем в других рейтингах университетов, таких как Times Higher Education World University Rankings и QS World University Rankings, которые частично основаны на опросах репутации учёных.
При измерении по сотрудничеству с другими университетами (доля количества публикаций, написанных в соавторстве с другими учреждениями), в 2014 году первые три места в рейтинге заняли Национальный университет Ян-Мин и два других образовательных учреждения из Тайваня, за которыми следовали университеты из Франции, Великобритания и ряд других европейских стран. Университет Короля Абдул-Азиза и Университет короля Сауда в Саудовской Аравии возглавили список в 2014 году, если оценивать по уровню международного сотрудничества. Из российских университетов в рейтинге наивысшую позицию по состоянию на 2020 год занимает МГУ им. Ломоносова (250 место).

## Критика
В статье 2010 года Лоэт Лейдесдорф раскритиковал метод, используемый Лейденским рейтингом для нормализации импакта цитирования по предметной области. Показатель среднего нормализованного цитирования (MNCS) основан на классификации предметных категорий ISI, используемой в Web of Science, которая была «разработана не для наукометрической оценки, а для целей поиска информации». Кроме того, нормализация на более высоком уровне агрегирования, а не на уровне отдельных публикаций, придаёт больший вес более старым публикациям,  особенно обзорам и публикациям в областях, где уровни цитирования традиционно выше.